# ماهانپور
ماهانپور (به لاتین: Mohanpur) یک منطقهٔ مسکونی در بنگلادش است که در ناحیه راج‌شاهی واقع شده‌است. ماهانپور ۱۶۲٫۶۵ کیلومتر مربع مساحت و ۱۷۰٬۰۲۱ نفر جمعیت دارد.